# Нове холдинг
„Нове холдинг“ е холдинг компания на Васил Божков.
В холдинга влизат дружествата "Стрелкови клуб „Нове“", учреден през 1995 г., „Интернюз 98“ — дружество за анотация на българския печат, луксозният хотел „Глория палас“ в центъра на София до Халите, туроператорската фирма „Булпартнерс тревъл“, кетъринговото дружество „Каритекс лъки“, което има няколко луксозни виенски сладкарници в столицата, както и дружество „Нове трейдинг“, с предмет на дейност кетъринг, столово и болнично хранене.